# Joshua Tiven
Joshua „Josh“ Tiven (* 12. März 1978 in Norwich, Connecticut) ist ein US-amerikanischer Schiedsrichter im Basketball, der seit dem Jahr 2009 in der NBA tätig ist. Er trägt die Uniform mit der Nummer 58.

## Karriere

### College-Basketball
Vor dem Einstieg in die NBA arbeitete er für sieben Jahre als College-Basketballschiedsrichter.

### National Basketball Association
Sterling begann im Jahr 2009 seine NBA-Schiedsrichterlaufbahn beim Spiel der Detroit Pistons gegen die Milwaukee Bucks.
Zuvor war er fünf Jahre als Schiedsrichter in der NBA G-League und zwei Jahre in der Women’s National Basketball Association tätig.